# Plebeia peruvicola
Plebeia peruvicola là một loài Hymenoptera trong họ Apidae. Loài này được Moure mô tả khoa học năm 1995.